# Військовий переворот у Нігері (2023)
26 липня 2023 року солдати президентської гвардії Нігеру затримали президента Мохамеда Базума, а інша група солдатів оголосила про його повалення, закрила кордони країни, призупинила роботу державних установ і запровадила комендантську годину, одночасно оголосивши про формування хунти. Глава президентської гвардії Чіані проголосив себе новим лідером країни.

## Передумови
З моменту здобуття незалежності від Франції в 1960 році в Нігері відбулося чотири військові перевороти, останній з яких відбувся у 2010 році, та декілька спроб переворотів. Останній з них відбувся у 2021 році, коли військові дисиденти спробували захопити президентський палац за два дні до інавгурації новообраного президента Базума, який став першим очільником країни, що вступив на посаду від демократично обраного попередника. Переворот також відбувся на хвилі подібних подій у сусідніх країнах, таких як Гвінея, Малі та Буркіна-Фасо, починаючи з 2020 року, що призвело до того, що регіон почали називати «поясом переворотів».
Аналітики стверджують, що зростання вартості життя і сприйняття некомпетентності та корупції уряду, можливо, стали причиною повстання. Країна часто посідає останні місця в Індексі людського розвитку ООН, а також страждає від ісламістських повстанців на чолі з Аль-Каїдою, Ісламською державою і Боко Харам, незважаючи на те, що її військові проходять підготовку і отримують матеріально-технічну підтримку від США і Франції, які мають там свої бази.
У 2022 році країна стала центром антиджихадистських операцій Франції в Сахельському регіоні після її вигнання з Малі та Буркіна-Фасо, а Базума називають одним з небагатьох прозахідних лідерів, що залишилися в регіоні. В умовах численних переворотів і зростання антифранцузьких настроїв в регіоні Нігер став для Франції партнером останньої надії. Повідомлялося також, що американські офіцери, які пройшли підготовку, тренували багатьох членів президентської охорони. Проте, вже на початку червня 2024 року, США розпочали виведення свого контингенту з Нігеру.

## Хід подій

### 26 липня

#### Затримання Базума

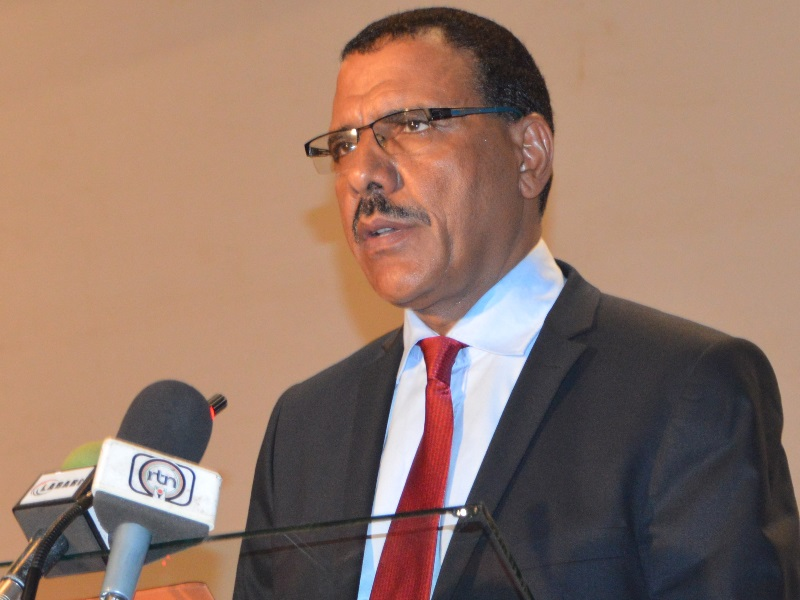
Мохамед Базум, який був президентом Нігеру з 2021 року до перевороту 2023

Рано вранці 26 липня адміністрація президента Нігерії повідомила у Твіттері, що президентська охорона під командуванням генерала Омара Чіані взяла участь в «антиреспубліканській демонстрації» і «марно» намагалася заручитися підтримкою інших сил безпеки. У повідомленні також говориться, що президент Нігеру Мохамед Базум і його сім'я почуваються добре після того, як з'явилися заяви про те, що його утримують у президентському палаці в столиці Ніамеї. Міністра внутрішніх справ Хамаду Сулея також заарештували та утримували в палаці, у той час, як близько 20-ти членів президентської гвардії, пізніше в той же день, були помічені на вулиці. За повідомленнями, переворот очолив керівник регіональної політичної та безпекової групи.

#### Військова мобілізація
Вранці палац і прилеглі до нього міністерства були заблоковані військовими машинами, а співробітники палацу не змогли потрапити до своїх кабінетів. До 400 цивільних прихильників Мохамеда Базума намагалися наблизитися до палацу, але були розігнані президентською охороною зі стріляниною, в результаті чого один чоловік отримав поранення. В інших частинах Ніамея ситуація була описана, як спокійна. Адміністрація президента також заявила, що протести на підтримку Базума відбулися біля закордонних дипломатичних представництв країни.
У відповідь на ці події Збройні Сили Нігеру оточили президентський палац на підтримку Мохамеда Базума. Армія також оприлюднила заяву, в якій говориться, що вона забезпечила «основні стратегічні пункти» в країні. Адміністрація президента заявила, що армія і Національна гвардія готові атакувати президентську охорону. Бі-Бі-Сі також повідомила, що лояльні сили оточили державну телерадіокомпанію ORTN. Посольство США застерегло від поїздок по Бульвару Республіки в Ніамеї, де розташований президентський палац.

#### Повалення Базума
Ввечері, полковник-майор ВПС Амаду Абдраман, в ефірі державного телеканалу Télé Sahel заявив, що президента Базума усунули від влади, і оголосив про створення Національної ради захисту Батьківщини. Сидячи на стільці в оточенні дев'яти інших офіцерів у військовій формі, він заявив, що сили оборони і безпеки вирішили повалити режим «через погіршення ситуації з безпекою і поганим управлінням».
Він також оголосив про розпуск конституції країни, призупинення роботи державних установ, закриття кордонів країни та загальнонаціональну комендантську годину з 22:00 до 05:00 (за місцевим часом) до подальшого повідомлення, застерігаючи від будь-якого іноземного втручання.

### 27 липня

#### Відповідь Базума
Вранці 27 липня Мохамед Базум написав у Твіттері, що нігерійці, які люблять демократію, подбають про те, щоб «важко здобуті завоювання були збережені». Його міністр закордонних справ Хассумі Массуду повідомив France 24, що «законна і легітимна влада» в країні залишається у Президента, і повторив, що Базум перебуває в доброму стані та що вся армія не була задіяна. Він також оголосив себе виконуючим обов'язки глави держави та закликав усіх демократів «зробити так, щоб ця авантюра провалилася».

#### Визнання хунти військовими
27 липня, керівництво збройних сил Нігеру опублікувало заяву за підписом начальника штабу генерала Абду Сідіку Ісса про підтримку перевороту, посилаючись на необхідність «зберегти фізичну цілісність» Президента і його сім'ї та уникнути «смертельної конфронтації…, яка може призвести до кровопролиття і вплинути на безпеку населення».
Незабаром після цього, полковник Абдраман у телевізійній заяві оголосив, що вся діяльність політичних партій в країні має бути призупинена до подальших вказівок. Він також оголосив, що хунта винесла догану Франції за порушення режиму закриття повітряного простору після того, як військовий літак приземлився на авіабазі. Протягом дня Télé Sahel безперервно транслював інформацію про створення хунти з невеликими перервами в ефірі.

## Подальший розвиток подій
30 липня повстанці напали на посольство Франції у столиці країни. Згідно повідомлення інформаційного агентства Associated Press, тисячі прихильників військової хунти вийшли на вулиці Ніамеї (столиці Нігеру), розмахуючи російськими прапорами, скандуючи ім'я президента РФ Путіна та рішуче засуджуючи Францію, колонією якої колись був Нігер. Протестувальники пройшли до посольства Франції, де підпалили двері. З усього міста було видно чорний дим. Зрештою, нігерська армія розігнала натовп.
8 серпня 2023 року, у столицю Нігеру Ніамей мала прибути місія з представників Економічного співтовариства західноафриканських держав (ЕКОВАС), ООН та Африканського союзу, але хунта відмовилась її прийняти. За інформацією в адміністрації президента Нігерії, країна готова надати понад половину військового контингенту. В операції також можуть узяти участь Кот-д'Івуар, Сенегал і Бенін та відправити в країну 25000 військових. Інтервенцію можуть розглянути як крайній варіант у разі, якщо дипломатичні зусилля проваляться.
10 серпня 2023 року, під час переговорів із заступником держсекретаря США Вікторією Нуланд, представники хунти в Нігері пообіцяли вбити поваленого президента у разі іноземного вторгнення з метою відновлення правління Мохамеда Базума.
25 серпня 2023 року, лідери перевороту в Нігері зажадали, щоб посли США, Франції, Німеччини та Нігерії покинули країну протягом 48 годин. В свою чергу, дипломати відмовилися прийняти запрошення на зустріч із призначеним заколотниками міністром закордонних справ. Однак пізніше стало відомо, що Нігер висилає зі своєї території лише посла Франції, який має залишити країну протягом 48 годин.
5 вересня 2023 року, згідно повідомлення видання Le Monde, Франція розпочала переговори з нігерійською хунтою щодо виведення французьких військ з країни після державного перевороту. Нині в Нігері знаходиться майже півтори тисячі французьких військовослужбовців, яких туди направили для боротьби з джихадистами в регіоні Сахель. 

## Міжнародна реакція
Переворот засудили Світовий банк, Африканський Союз, Організація Об'єднаних Націй, Європейський Союз, Франція та США, які закликали до негайного звільнення Мохамеда Базума. Президент Беніну Патріс Талон, який вирушив до Нігеру на переговори від імені ECOWAS, назвав переворот «військовою помилкою». Правляча політична коаліція Нігеру засудила переворот як «суїцидальне і антиреспубліканське божевілля».

### Африканський союз
25 липня, Голова Комісії Африканського Союзу Мусса Факі Махамат засудив переворот як «повну зраду свого республіканського обов'язку». Він також звернувся до народу Нігеру та всіх його братів і сестер на африканському континенті, особливо в рамках ЕКОВАС, і в усьому світі, закликаючи їх об'єднати свої голоси в одностайному засудженні цієї спроби замаху.

### ECOWAS
ECOWAS намагався вести переговори з путчистами, але зазнав невдачі. Попередник Базума на посаді президента Махамаду Іссуфу, а також інші колишні лідери також брали участь у переговорах.
Командувачі Збройних сил держав-членів ECOWAS, за даними французької медіакомпанії RFI, розробили план можливого збройного вторгнення до Нігеру у відповідь на путч. Країни ECOWAS на чолі з Нігерією, пред'явили путчистам у Нігері ультиматум, вимагаючи протягом тижня, до 6 серпня 2023 року відновити конституційний порядок та повернути владу легітимному президенту Мохамеду Базуму, інакше вони здійснять військову інтервенцію. У разі відмови вони пригрозили різними заходами, включаючи застосування сили. Як відомо, співтовариство вже неодноразово формувало сили швидкого реагування. У 90-ті роки минулого століття вони застосовувалися для врегулювання громадянських воєн у Сьєрра-Леоне, Ліберії та Гвінеї-Бісау, а в 2002 році — у зв'язку з путчем у Кот-д'Івуарі.
За результатами саміту, що відбувся 10 серпня 2023 року в нігерійській столиці Абуджі, лідери держав-учасниць ECOWAS ухвалили рішення розгорнути свої війська з метою «відновлення конституційного порядку» в Нігері, заявивши водночас про відданість мирному врегулюванню.
18 серпня 2023 року, в столиці Гани, місті Аккра, завершилася дводенна нарада начальників штабів збройних сил держав Західної Африки, учасники якої узгодили дату можливого військового вторгнення до Нігеру.

### Алжир
26 липня Міністерство закордонних справ Алжиру в особі міністра Ахмеда Аттафа опублікувало заяву, у якій підтвердило відданість Алжиру основоположним принципам Африканського Союзу. У заяві категорично засуджується будь-яка неконституційна зміна уряду і рішуче засуджується агресія проти конституційного ладу і суверенітету Нігеру. Алжир закликав до негайного припинення ситуації та наголосив на важливості збереження політичної та інституційної стабільності в Нігері. Після цієї заяви, Президент Алжиру Абдельмаджид Теббун доручив міністру зв'язатися зі своїм колегою з Нігеру Хассумі Массауду. Під час цього дзвінка Алжир висловив свою підтримку і солідарність із президентом Нігеру, визнавши особливі труднощі, з якими стикається країна.
З подальшим розвитком подій в Нігері, Президент Алжиру Теббун заявив, що він категорично проти збройної інтервенції в Нігері, оскільки це «підірве всю зону Сахель». Хоч Алжир і не є членом ECOWAS, але Теббун наголосив, що без його країни «жодного рішення не буде», оскільки Алжир ділить із Нігером кордон довжиною в одну тисячу кілометрів і стане головним потерпілим у разі військової операції. Алжир не застосовуватиме силу проти сусідньої держави, заявив Теббун, слова якого наводять агенції Reuters і AFP.

### США
8 серпня 2023 року, держсекретар США Ентоні Блінкен заявив, що визнана у світі злочинною організацією ПВК «Вагнер» може скористатися нестабільністю в Нігері, де нещодавно стався переворот. Блінкен сказав, що він не думає, що Росія чи ПВК «Вагнер» спровокували переворот у Нігері. Однак США були занепокоєні тим, що найманці, «можливо, виявляють себе» у деяких частинах регіону Сахеля, сказав він.
16 серпня 2023 року, США заявили, що новий посол Кейтлін Фітц-Ґіббон, яка є кар'єрною дипломаткою з великим досвідом роботи в Африці, невдовзі вирушить до Нігеру і очолить дипломатичні зусилля, спрямовані на припинення державного перевороту.

## Аналітика
Переворот став сьомим у Західній та Центральній Африці з 2020 року.
Камерон Гадсон, старший науковий співробітник Центру стратегічних і міжнародних досліджень, заявив, що переворот може вплинути на боротьбу Нігеру з ісламістськими повстанцями, додавши, що є ознаки того, що військові Нігеру не задоволені рівнем підтримки, яку вони отримують для боротьби з бойовиками Ульф Лессінг, керівник Сахельської програми Фонду Конрада Аденауера, сказав, що переворот став «кошмаром» для Заходу, який розраховував на Мохамеда Базума і Нігер як на «новий якір безпеки» в регіоні.
Руслан Осипенко, дипломат і експерт-міжнародник, в ефірі телеканалу FREEДОМ зазначив, що Кремль має прямі інтереси у ситуації з військовим переворотом у Республіці Нігер. Головні з них — ресурси, а саме видобуток урану. Адже, якщо в Нігер зайде приватна військова компанія (ПВК) «Вагнер», росіяни матимуть контроль над 60 % постачань урану на світовий ринок.

## Виноски
1. ↑  У березні 2023 року чиновник з Нігеру заявив, що під час перебування Базума в Туреччині була здійснена ще одна спроба перевороту, хоча уряд відмовився це коментувати[7]